# Agence pour l'énergie nucléaire
Pour les articles homonymes, voir AEN.
L’Agence pour l'énergie nucléaire (AEN) est une organisation intergouvernementale pro-nucléaire spécialisée de l’Organisation de coopération et de développement économiques (OCDE). Créée le 1er février 1958 sous le nom d’Agence européenne pour l'énergie nucléaire (AEEN) par l'Organisation européenne de coopération économique, son appellation est changée le 20 avril 1972 après l’adhésion du Japon.
Son siège est situé à Boulogne-Billancourt.

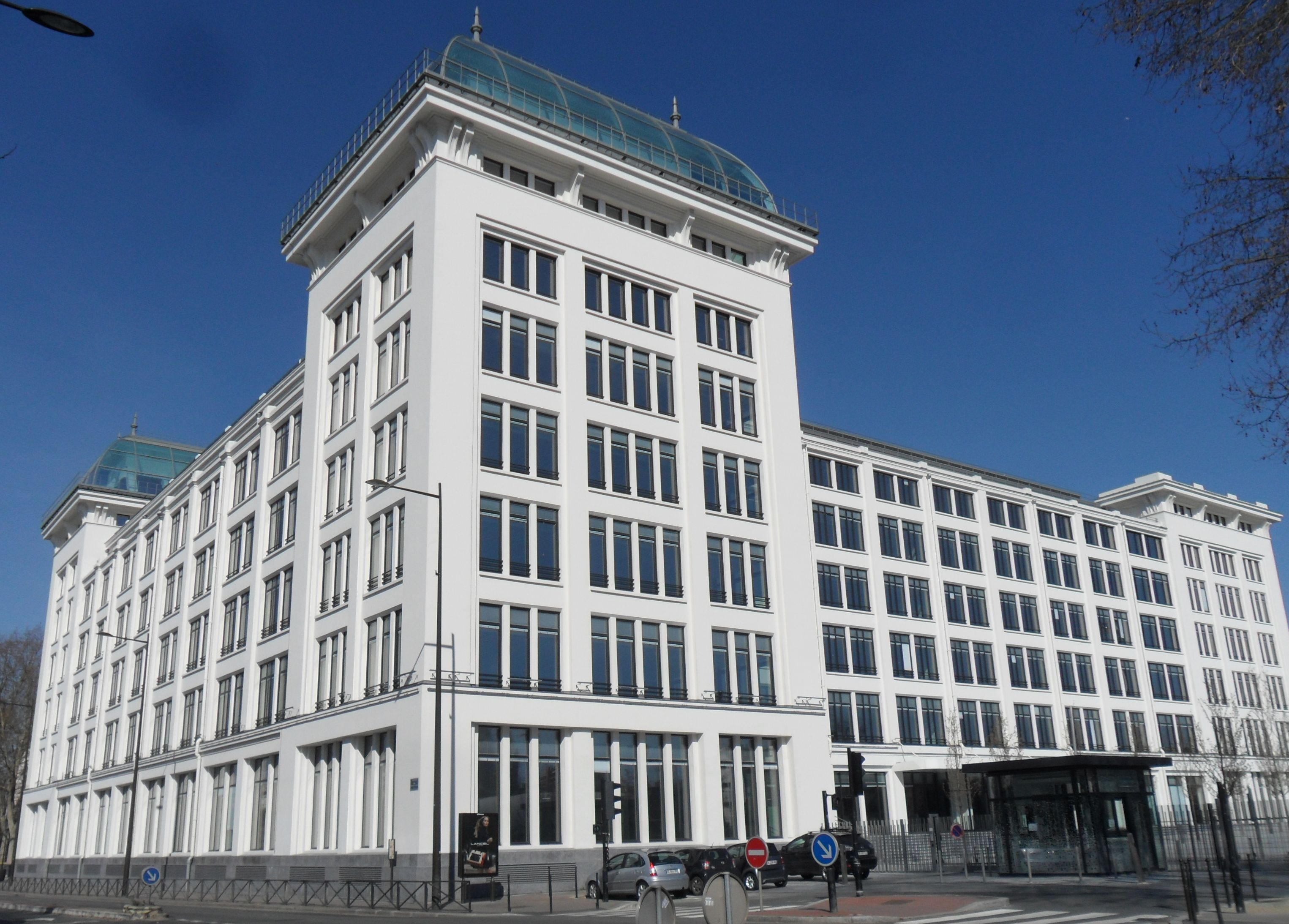
Siège de l'AEN (NEA) 46 quai Alphonse-de-Gallo à Boulogne-Billancourt (France, Hauts-de-Seine).

## Membres
- Argentine
- Allemagne
- Australie
- Autriche
- Belgique
- Bulgarie
- Canada
- Corée du Sud
- Danemark
- Espagne
- États-Unis
- Fédération de Russie (suspendue)
- Finlande
- France
- Grèce
- Hongrie
- Irlande
- Islande
- Italie
- Japon
- Luxembourg
- Mexique
- Norvège
- Pays-Bas
- Pologne
- Portugal
- République tchèque
- Roumanie
- Royaume-Uni
- Slovénie
- Slovaquie
- Suède
- Suisse
- Turquie

Bien que 4e pays par son programme nucléaire, la fédération de Russie n'entre que tardivement dans l'agence (adhésion formalisée le 23 mai 2012 et effective au 1er janvier 2013). Son adhésion est suspendue depuis le 11 mai 2022 consécutivement à son agression envers l'Ukraine.

## Fonctionnement
L'Agence dispose de comités techniques permanent, dont :
- le Comité sur les activités nucléaires réglementaires (CANR) ;
- le Comité sur la sûreté des installations nucléaires (CSIN) ;
- le Comité de protection radiologique et de santé publique (CRPPH).

Ces trois comités participent à un programme commun INFASE (Integrated NEA Fukushima Actions for Safety Enhancements) visant à tirer les leçons de la catastrophe de Fukushima pour améliorer ce qui touche à « la gestion des accidents sur et hors site, à la communication de crise, aux infrastructures réglementaires et à la prise de décision, à la réévaluation de la défense en profondeur et à certaines méthodologies en matière de sûreté nucléaire, ainsi qu’à la radioprotection et à la santé publique ».